# Ambtenarentrein
De Ambtenarentrein (trein 501/502) was de bijnaam van een doordeweekse treindienst tussen Groningen en Den Haag. Tussen 9 december 2012 en 15 december 2024 werd de treindienst in de serie 500 uitgevoerd tussen Groningen en Rotterdam. Hierdoor verviel de bijnaam Ambtenarentrein. In de jaren zestig werden deze treinen aangeduid met Randstad Expres. Trein 502 vertrok doordeweeks om 7:46 uit Groningen en kwam om 10:22 aan op station Den Haag Centraal. Het materieel bleef meestal in Den Haag (Binckhorst) wachten voor gebruik in trein 501. Soms werd deze gebruikt als vervangende trein als ander materieel kampte met technische problemen. Trein 501 vertrok uit Den Haag om 16:38 en kwam om 19:14 aan in Groningen. (Even nummers naar Amsterdam en Den Haag toe, Oneven nummers van Amsterdam en Den Haag af). Omdat er vroeger in deze treinen veel ambtenaren zaten die eerste klas reisden, is er door de jaren heen altijd materieel ingezet met meer eersteklasmaterieel. Niet alleen ambtenaren, maar vooral ook zakelijke reizigers reisden toen veel in de eerste klas met deze trein.
Deze trein stopte ook te Station Haren, een forensenplaats en villadorp ten zuiden van Groningen, het enige station in deze treinserie waar geen reguliere intercity's stopten.

## Materieel
- In de jaren zeventig werd Mat '54-treinstel 1970 ingezet. Dit treinstel werd na een brand herbouwd en bestond sindsdien voor 75% uit eerste klas (drie van de vier bakken).
- Begin jaren tachtig heeft de NS Franse Corail-rijtuigen ingezet.
- Van 1995 t/m 2006 werd ICM-treinstel 4444 ingezet. Deze vierdelige Koploper had niet één maar twee rijtuigen eerste klas. Naast de 4444 reden er nog twee andere vierdelige Koplopers in de trein mee.
- In de nieuwe dienstregeling van 2007 verdween het inzetten van speciaal materiaal voor de ambtenarentrein uit de dienstregeling.